# Província de Higo
Higo (肥後国; Higo no kuni) va ser una antiga província del Japó, a la zona que actualment constitueix la prefectura de Kumamoto, a l'illa de Kyūshū. Higo limitava amb les províncies de Chikugo, Bungo, Hyūga, Ōsumi i Satsuma.
El castell de Higo es trobava normalment a la ciutat de Kumamoto. Durant el Període Muromachi, Higo va pertànyer al clan Kikuchi, que va ser desposseït durant el període Sengoku, sent ocupada la província per senyors veïns, incloent al Clan Shimazu de la província de Satsuma. Posteriorment, Toyotomi Hideyoshi va envair l'illa Kyūshū i va atorgar Higo als seus servents, primer a Sasa Narimasa i posteriorment a Katō Kiyomasa. Els Katō van ser espoliats de les seves terres, i la regió va ser cedida al clan Hosokawa.
Durant el període Sengoku, Higo va ser un important centre del cristianisme al Japó. És també el lloc on va residir, el llegendari samurái Miyamoto Musashi, per invitació del daimyō Hosokawa, mentre completava la seva obra El llibre dels cinc anells.